# Gaz Bar Blues
Gaz Bar Blues ist ein sozialkritisches Filmdrama und Filmkomödie vom Regisseur Louis Bélanger, veröffentlicht im Jahr 2003 in Kanada. Der Film ist in Deutschland derzeit nicht erhältlich.

## Handlung
Im Jahr 1989 ist der Betreiber Brochu einer kleinen Tankstelle in Québec in Schwierigkeiten: Die großen Tankstellen machen starke Konkurrenz, die Behörden bauen bürokratische Hürden und keiner der beiden Söhne hat großes Interesse, Nachfolger des in die Jahre gekommenen Vaters zu werden. Der ältere der beiden Söhne nimmt den Fall der Mauer in Berlin zum Anlass, aus dem Alltag in der Tankstelle zu fliehen und reist nach Berlin.

## Auszeichnungen
- 2003: Special Grand Prix beim Montreal World Film Festival[1]
- 2004: Jutra Awards
  - Bester Darsteller für Serge Thériault[2]
  - Beste Musik für Guy Bélanger und Claude Fradette[2]